# Andreas Speiser
Ne doit pas être confondu avec Ambrosius Paul Speiser.
Andreas Speiser, né le 10 juin 1885 à Bâle et mort le 12 octobre 1970, est un mathématicien et philosophe suisse. Comme mathématicien, Speiser travaillait en théorie des nombres, théorie des groupes et en théorie des surfaces de Riemann, comme philosophe, notamment sur Platon.

## Carrière
Speiser est issu d'une famille bâloise influente. À partir de 1904, Speiser étudie à Göttingen, avec notamment David Hilbert, Felix Klein, Hermann Minkowski. Il obtient à Göttingen un doctorat en 1909 (titre de la thèse : Die Theorie der binären quadratischen Formen mit Koeffizienten und Unbestimmten in einem beliebigen Zahlkörper), officiellement avec Hilbert, mais de fait dirigé par Minkowski. Après des études à Londres et à Paris, il est habilité en 1911 à Strasbourg. À partir de 1917, il est professeur extraordinaire et depuis 1919 professeur ordinaire de mathématiques pures à l'université de Zurich. En 1924 et 1925, il est président de la Société mathématique suisse. En 1932, il devient membre de la Leopoldina. En 1939, il est élu membre correspondant de l'Académie des sciences de Göttingen. De 1944 à 1955, il est professeur à Bâle, recteur en 1950.

## Œuvre
Speiser travaillait en théorie des nombres, théorie des groupes et en théorie des surfaces de Riemann. Il a surveillé la traduction du livre Algebras and their arithmetics de Leonard Dickson (paru en allemand sous le titre Algebren und ihre Zahlentheorie en 1927) par son assistant Johann Jakob Burckhardt, et a contribué lui-même une annexe sur la théorie des idéaux. Le livre a exercé une forte influence sur la théorie des algèbres dans les travaux d'Emmy Noether et Helmut Hasse. Il publie une Theorie der Gruppen endlicher Ordnung, livre d'introduction à la théorie des groupes richement illustré. Le livre contient des applications en théorie de Galois, théorie élémentaire des nombres, solides platoniques, et aussi une description détaillée d'ornements étudiés par Speiser lors d'un voyage en Égypte en 1928.
En théorie des nombres, le théorème de Hilbert-Speiser porte son nom ; en théorie des fonctions, le graphe de Speiser d'une surface de Riemann et la classe de Speiser de fonctions méromorphes sont nommés d'après lui.
Speiser, en tant que directeur général de la commission Euler de 1928 à 1965, était coéditeur des Opera Omnia de Leonhard Euler. Il a édité lui-même 11 des volumes de cette édition et a participé à 26 autres volumes. 
En tant que philosophe, il se consacrait principalement à Platon et a écrit un commentaire sur le dialogue Parménide. Il a aussi travaillé sur  Plotin et Hegel.

## Publications (sélection)
- Die Theorie der Gruppen von endlicher Ordnung – mit Anwendungen auf algebraische Zahlen und Gleichungen sowie auf die Kristallographie, Springer 1923, Birkhäuser 1956.
- Klassische Stücke der Mathematik, Orell Füssli, 1925.
- Leonhard Euler und die Deutsche Philosophie, Orell Füssli, 1934.
- Die mathematische Denkweise, Rascher, 1932, Birkhäuser, 1945 et 1952.
- Elemente der Philosophie und Mathematik, Birkhäuser, 1952.
- Ein Parmenideskommentar – Studien zur Platonischen Dialektik, Koehler, Leipzig, Stuttgart, 1937 et 1959.
- « Ueber Riemannsche Flächen », Comm. Math. Helvetici, vol. 2,‎ 1930, p. 284-293 (lire en ligne).
- « Zur Theorie der Substitutionsgruppen », Mathematische Annalen, vol. 75,‎ 1914, p. 443-448 (lire en ligne).
- « Einteilung der sämtlichen Werke Leonhard Eulers », Comm. Math. Helvetici, vol. 20,‎ 1947, p. 288-318 (lire en ligne).

## Sources
- Martin Eichler, « Andreas Speiser (1855-1970) », Verhandlungen der Schweizer Naturforschenden Gesellschaft, Vol. 150, 1970, p. 325-326 [[ lire en ligne]]
- J. J. Burckhardt, « Andreas Speiser (1855-1970) », Vierteljahresschrift der Naturforschenden Gesellschaft, Vol. 115, 1970, p.471-474, [[ lire en ligne]]
- J. J. Burckhardt, Die Mathematik an der Universität Zurich 1916–1950 unter den Professoren R. Fueter, A. Speiser und P. Finsler, Bâle, 1980
- O. Fleckenstein et B. L. van der Waerden, « Zum Gedenken an Andreas Speiser », Elemente der Mathematik, vol. 26, no 5,‎ 197, p. 97-102 (lire en ligne, consulté le 12 mars 2018).
- (de) Urs Stammbach, « Speiser, Andreas », dans Neue Deutsche Biographie (NDB), vol. 24, Berlin, Duncker & Humblot, pas encore publié, p. 654 (original numérisé).
- « Speiser, Andreas » dans le Dictionnaire historique de la Suisse en ligne.